# Долгоруков, Иван Алексеевич
Князь Ива́н Алексе́евич Долгору́ков (Долгорукой, 1708, Варшава — 8 [19] ноября 1739, Новгород) — обер-камергер, фаворит императора Петра II.
Происходил из княжеского рода Долгоруковых. Старший сын князя А. Г. Долгорукова. Имел трёх братьев, князей Николая, Алексея и Александра, и трёх сестёр, сосланных с отцом: Анна — пострижена в монахини, Екатерина — жена графа Александра Романовича Брюса, Елена — жена генерал-майора Юрия Юрьевича Долгорукова.

## Биография
Родился в Варшаве, жил у деда Григория Фёдоровича Долгорукова, затем у дяди, С. Г. Долгорукова. Приехал в Россию (1723).
Начав службу гоф-юнкером великого князя Петра Алексеевича (будущего императора Петра II) (1725), стал вскоре его фаворитом. Пожалован в камергеры (14 декабря 1727), обер-камергеры (11 февраля 1728), получил ордена: Александра Невского и Андрея Первозванного. Генералом от инфантерии (1728). Получил титул светлости (1729). Майор лейб-гвардии Преображенского полка (1730).
Сразу после смерти Петра II (19 января 1730) под давлением своих родственников, главным образом отца, подделал императорскую подпись на подложном завещании, в котором якобы император назначает наследницей престола свою обручённую невесту Екатерину Алексеевну, сестру князя Ивана Алексеевича. Повелено назначить его воеводой в один из отдалённых городов (14 апреля 1730).
Указом Анны Иоанновны от 9 (20) апреля 1730 года вместе с семейством отца и молодой женой Натальей Борисовной сослан в Берёзов, с лишением чинов и орденов, также отобраны все поместья.
В Санкт-Петербург поступил донос тобольского подьячего О. Тишина о том, что сосланный фаворит ведёт вольный образ жизни, не скован материально и предаётся кутежам, во время которых много рассказывает о столичном житье, нравах высшего света, говорит «важные злодейственные непристойные слова» об императрице Анне Ивановне и Э. И. Бироне (1737).
По доносу начато следствие (1738), Долгорукова вывезли в Тобольск, затем в Шлиссельбург. На допросах под пытками он рассказал о подложном завещании и роли в его составлении своих родственников.
По обвинению в государственной измене (8 ноября 1739) на Красном поле в Новгороде он был казнён четвертованием с отсечением головы вместе с двумя родными дядями (Сергеем и Иваном Григорьевичами Долгоруковыми) и одним двоюродным (Василием Лукичом Долгоруковым).
Князь Иван Алексеевич, по преданию, проявил необыкновенное самообладание, в то время, когда палач рубил ему руки и ноги, он читал вслух молитвы, не позволив себе даже крика. Эта удивительная кротость и вместе с тем сила духа поразили современников.
Тела казнённых были преданы земле на Рождественском кладбище близ Церкви Рождества Христова, которое находилось в трёх километрах от Новгорода близ Фёдорова ручья. Жена построила над местом захоронения храм во имя Николая Чудотворца.

## Семья
Женат на наследнице богатых имений Наталье Борисовне Шереметевой (1714—1771). Она оставила «Записки», которые охватывали период её жизни до приезда в ссылку в Берёзов.
Имели двух сыновей.
- Борис Иванович (род. 1733) — умер в остроге. У князя Ивана Алексеевича в ссылке родилось несколько детей, но вынесли ужасную обстановку только два сына.
- Михаил Иванович (1731—1794), статский советник, почётный опекун Московского воспитательного дома, московский уездный предводитель дворянства. Женат первым браком на Анне Михайловне Голицыной (1733—1755); вторым — на Анне Николаевне Строгановой (1731—1813), их сын поэт и драматург князь Иван Михайлович Долгоруков (1764—1823).
- Дмитрий Иванович (1737—1769), сошёл с ума от несчастной юношеской любви и скончался в полном затмении разума во Флоровском монастыре в Киеве, за два года до смерти матери в том же монастыре.

## Отзывы современников
В своих записках испанский посол герцог Лирийский сообщает о нём:

Князь Иван Алексеевич Долгоруков отличался только добрым сердцем. Государь любил его так нежно, что делал для него все, и он любил государя также, и делал из него все, что хотел. Ума в нём было очень мало, а проницательности никакой, но зато много спеси и высокомерия, мало твердости духа и никакого расположения к трудолюбию; любил женщин и вино; но в нём не было коварства. Он хотел управлять государством, но не знал, с чего начать; мог воспламеняться жестокою ненавистью; не имел воспитания и образования, — словом, был очень прост.

## Образ в культуре

### В литературе
- Является одним из персонажей исторического романа «Слово и дело» советского писателя В. С. Пикуля.

### В кинематографе
- Баллада о Беринге и его друзьях — роль И. А. Долгорукова исполняет Олег Басилашвили
- Тайны дворцовых переворотов — роль И. А. Долгорукова исполняет Дмитрий Харатьян
- Елизавета — роль И. А. Долгорукова исполняет Иван Борисов.

## Критика
Год его рождения показан: у П. В. Долгорукова в «Сказании о роде Долгоруковых» и «Русском биографическом словаре» (1708), а в «Словаре достопамятных людей русских» и у Волкова «Двор русских Императоров» (1713). Генеалоги предполагают, что первое вернее второго.
Постройку храма над захоронениями казнённых князей Долгоруковых приписывают также графине Брюс Екатерине Алексеевне, бывшей невестой Петра II, а также сыну князю Михаилу Ивановичу Долгорукову.